# فؤاد عيسى شطارة
فؤاد عيسى شطارة (1892 - 1942م)، هو طبيب وسياسي وكاتب فلسطيني، ولد في مدينة رام الله في الضفة الغربية.

## حياته المهنية
تلقى دراسته الابتدائية في مدرسة صهيون والثانوية في كلية الشباب في القدس. التحق بالجامعة الأمريكية في بيروت وأمضى سنتين في كلية الطب فيها. وفي أوائل الحرب العالمية الأولى ألقى خطبة حماسية جعلت المسؤولين الأتراك يحاولون القبض عليه، فتوجه إلى يافا ومنها إلى الولايات المتحدة حيث أنهى دراسة الطب في جامعة كولومبيا وأصبح عضوا في الجمعية الجراحية الأمريكية.

## السياسة
اهتم بالقضايا الوطنية والسياسية وشارك في تأسيس الجمعية التهذيبية السورية التي اهتمت بتعليم الطلاب العرب المتفوقين من الفقراء . وترأس جمعية النهضة الفلسطينية للدفاع عن قضية فلسطين كما ترأس عام 1936 الجامعة العربية في نيويورك. دافع عن القضية الفلسطينية بالمحاضرات والمناظرات وجمع التبرعات.

## من مؤلفاته
- ترجمة رواية ايفانهو إلى العربية.